# Ràdio Capital de l'Empordà
Ràdio Capital de l'Empordà és una emissora associativa de ràdio que té els estudis a Palafrugell i que durant anys va tenir la seu a Pals fins al 2015. Es caracteritza pel seu ús de la radiofórmula en la seva programació. La seva presència a internet, en canvi, es basa en els continguts informatius locals sobre el Baix Empordà.
Els anys 2016 i 2019 ha estat guardonada amb els premis Premis Carles Rahola de Comunicació Local en l'especialitat de millor treball informatiu o divulgatiu en ràdio. Per la cobertura especial de les eleccions municipals de 2015 al Baix Empordà, emesa en col·laboració amb Ràdio Begur, Ràdio Bisbal i XtraFM Costa Brava, i pel programa especial Sopem a la presó, sobre l'empresonament de Dolors Bassa.
Va emetre per la 93.8 FM des del 2001 fins al 2024 al Baix Empordà, concretament desde Pals. Degut al la gran crescuda d'audiència, al octubre 2023 el ajuntament de Girona arriba a un acord per emetre per tota la província de Girona de partir del setembre de 2024 a la ja antiga radio Joy FM Costa Brava.
Actualment emet per la 95.6 FM per bona part de la província de Girona, l'estació germana Empordà premium emet a la 93.8 FM a Pals (a la antiga radio capital). El 2 de gener de 2025 s'estrena Taronja radio on emeten cançons dels anys 80's i 90's, que emet a la 94.4 FM al Empordà i Gironès .

## Freqüències[calcitació]
- Girona: 95.6 FM
- Platja d'Aro: 95.6 FM

Empordà premium:
- Pals: 93.8 FM

Taronja ràdio:
- Figueres: 94.4 FM